# CHKDSK

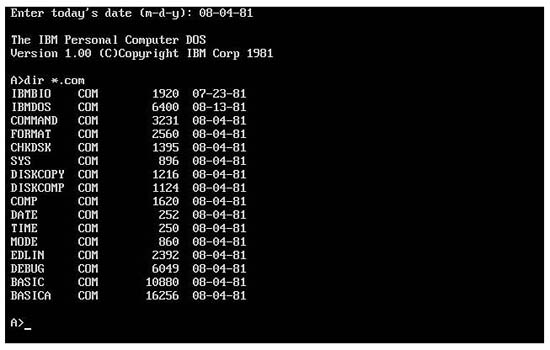
IBM PC DOS 1.0의 CHKDSK.COM

CHKDSK(체크디스크, "check disk"의 준말)는 도스, OS/2, 마이크로소프트 윈도우 운영 체제가 설치된 컴퓨터에 쓰이는 명령어로, 하드 디스크와 플로피 디스크의 파일 시스템 무결성 상태를 보여주고 논리 파일 시스템 오류를 수정한다. 사용법은 명령 프롬프트로 해당 드라이버를 들어간 후 chkdsk '옵션'을 입력하면 실행된다. 옵션은 chkdsk /?를 입력하면 입력할 수 있는 옵션들이 나온다.
CHKDSK는 도스 프롬프트, 윈도우 탐색기, 윈도우 명령 프롬프트, 윈도우 파워셸, 복구 콘솔에서 실행할 수 있다.

## 윈도 NT 기반 CHKDSK의 표시
```
파일 시스템 유형은 NTFS입니다.

경고!  /F 매개 변수가 지정되지 않았습니다.
CHKDSK를 읽기 전용 모드로 실행하는 중입니다.

1단계: 기본 파일 시스템 구조 검사...
  750848개의 파일 레코드가 처리되었습니다.
파일 검증 작업을 완료했습니다.
  12102개의 큰 파일 레코드가 처리되었습니다.
  0개의 잘못된 파일 레코드가 처리되었습니다.

2단계: 파일 이름 연결 검사...
  32676개의 재분석 레코드가 처리되었습니다.
  821032개의 인덱스 항목이 처리되었습니다.
색인 검증 작업을 완료했습니다.
  0개의 인덱싱되지 않은 파일이 검색되었습니다.
  0개의 인덱싱되지 않은 파일이 손실 및 찾기로 복구되었습니다.
  32676개의 재분석 레코드가 처리되었습니다.

3단계: 보안 설명자 검사...
보안 설명자를 검증했습니다.
  35093개의 데이터 파일이 처리되었습니다.
CHKDSK가 Usn 저널을 검증하고 있습니다.
  38616000개의 USN 바이트가 처리되었습니다.
USN 저널 검증을 마쳤습니다.

Windows에서 파일 시스템에 문제가 없음을 확인했습니다.
더 이상 작업이 필요하지 않습니다.

전체 디스크 공간:  419430399KB
  33259296KB (176034개 파일)
색인 35094개:      94032KB
잘못된 섹터:          0KB
시스템 사용:     881131KB
로그 파일이      65536KB가 되었습니다.
사용 가능한 디스크 공간:  385195940KB

각 할당 단위:       4096바이트
디스크의 전체 할당 단위 개수:  104857599개
디스크에서 사용 가능한 할당 단위 개수:   96298985개

```

## 같이 보기
- 스캔디스크
- 단편화 제거
- fsck